# Оіші Масамі
Оіші Масамі (яп. 大石 正巳) був політиком і міністром кабінету міністрів у довоєнній Японській імперії.
Оіші був уродженцем провінції Тоса (сучасна префектура Коті), де його батько був самураєм на службі в домені Тоса. У 1873 році він приєднався до Ітаґакі Тайсуке і став важливим членом Руху за свободу та народні права. У 1881 році він став одним з лідерів політичної партії Дзіюто. Однак у 1882 році він посварився з Ітаґакі і покинув партію. Згодом, у 1887 році, він приєднався до коаліційного руху Ґото Сьодзіро. У 1892 році він був призначений до японського представництва в місті Сеул, Корея. Він повернувся до Японії в 1896 році і був одним із засновників політичної партії Сімпото. За недовготривалого правління 1-го кума Сіґенобу у 1898 році Оіші був призначений міністром сільського господарства і торгівлі.

Пізніше Тіші приєднався до Ріккен Кокумінто і в якийсь момент був суперником Інукай Цуйосі за лідерство в цій організації. У 1913 році він порвав з Інукаєм і приєднався до нової партії Кацури Таро Ріккен Досікай, де став одним з п'яти її лідерів. Він відійшов від політики у 1915 році, після того, як був обраний до палати представників парламенту Японії на шість термінів.